# Pelotas (serial telewizyjny)
Pelotas - serial Televisión Española emitowany od 23 lutego 2009 roku do 7 czerwca 2010 roku.

## Obsada
- Ángel de Andrés López - Florencio Sáez, Flo
- Javier Albalá - Chechu Nieto
- Belén López - Bea
- Celia Freijeiro - Nieves Sáez
- David Fernández Ortiz - Collado
- Alberto Jo Lee - Kim Ki Yong